# Lespesia anisotae
Lespesia anisotae är en tvåvingeart som först beskrevs av Herbert John Webber 1930.  Lespesia anisotae ingår i släktet Lespesia och familjen parasitflugor. Inga underarter finns listade i Catalogue of Life.